# Mormonia serenides
Mormonia serenides är en fjärilsart som beskrevs av Otto Staudinger 1888. Mormonia serenides ingår i släktet Mormonia och familjen nattflyn. Inga underarter finns listade i Catalogue of Life.